# Keblov
Keblov (Duits: Geblau) is een Tsjechische gemeente in de regio Midden-Bohemen en maakt deel uit van het district Benešov. Het dorp ligt op 14 kilometer afstand van Vlašim.
Keblov telt 188 inwoners (2024).

## Geografie
De gemeente Keblov bestaat uit de volgende plaatsen:
- Keblov;
- Sedlice.

## Geschiedenis
De eerste schriftelijke vermelding van het dorp dateert van 1295, toen het dorp in eigendom was van de bisschoppen op de Praagse burcht.
In Keblov was een vesting met toren. De eerste vermelding daarvan dateert van 1437, toen een zekere Jan Husovec de vesting met binnenplaats verkocht aan de dorpsheer Jan Matys van Hostina.  In de tweede helft van de 17e eeuw werd vermeld dat de vesting verwoest was tijdens de Dertigjarige Oorlog. Jan Matys, een nakomeling van de Jan Matys die in 1437 genoemd werd, was op dat moment eigenaar van de vesting. Gedurende 1670 liet hij de ruïne vervangen door een houten fort met waterput. Niet lang daarna werd het houten fort vervangen door een bakstenen exemplaar. In 1702 stierf Jan Matys; hij ligt begraven in de kerk van Keblov, onder de vloer. Na zijn overlijden nam het belang van het fort af; de nieuwe eigenaar gebruikte het als graanschuur.
In de loop der eeuwen is ook het voormalige fort annex graanschuur gesloopt. De restanten van de eerdere vesting zijn nog terug te vinden in het bos aan de oostkant van het dorp en bestaan uit een afgeronde heuvel, omgeven door een modderige gracht.
Sinds 1960 maakt Keblov deel uit van het district Benešov.

### Wapen en vlag
Het gemeentewapen en de -vlag werden op 27 mei 2008 goedgekeurd door het Tsjechische parlement.

## Voorzieningen
Keblov beschikt over een vrijwillig brandweerkorps, voetbalveld van de plaatselijke voetbalclub Krtci, buurtsupermarkt, dorpscafé en evenmentenzaal, waar geregeld evenementen worden georganiseerd.

## Verkeer en vervoer

### Autowegen
Er loopt een regionale weg naar het dorp. Op drie kilometer afstand ligt snelweg D1. 

### Spoorlijnen
Er is geen station meer in de gemeente. Tot 1975 liep de spoorlijn Benešov  - Trhový Štěpánov - Dolní Kralovice door Keblov en was er ook een station in het dorp. Sindsdien is het dichtstbijzijnde station in Trhový Štěpánov, op zo'n zeven kilometer afstand. Dat station ligt aan het resterende deel naar Benešov.

### Buslijnen
Er zijn drie bushaltes in de gemeente:
| Halte             | Lijn    | Traject                                    | Vervoerder   |
| ----------------- | ------- | ------------------------------------------ | ------------ |
| Keblov, Keblov    | 843 844 | Čechtice - Vlašim Keblov - Dolní Kralovice | CŠAD Benešov |
| Keblov, Háj.      | 844     | Keblov - Dolní Kralovice                   | CŠAD Benešov |
| Keblov, u Kostela | 844     | Keblov - Dolní Kralovice                   | CŠAD Benešov |

## Bezienswaardigheden
De Maria-Hemelvaartkerk dateert van het einde van de 13e eeuw en was oorspronkelijk een gotisch gebouw. In 1895 werd de kerk door een brand getroffen en daarbij zwaar beschadigd. Alle klokken werden als verloren beschouwd. Nadien werd de kerk gemoderniseerd, waardoor het zijn huidige uiterlijk kreeg. De inwijding van de nieuwe kerk vond in 1897 plaats. De torenklok dateert van 1949 en is afkomstig van de kerk in Dolní Kralovice, die onder water kwam te staan tijdens de bouw van het Švihov-stuwmeer. Rond de Maria-Hemelvaartkerk groeien honderd jaar oude lindebomen.

## Galerij

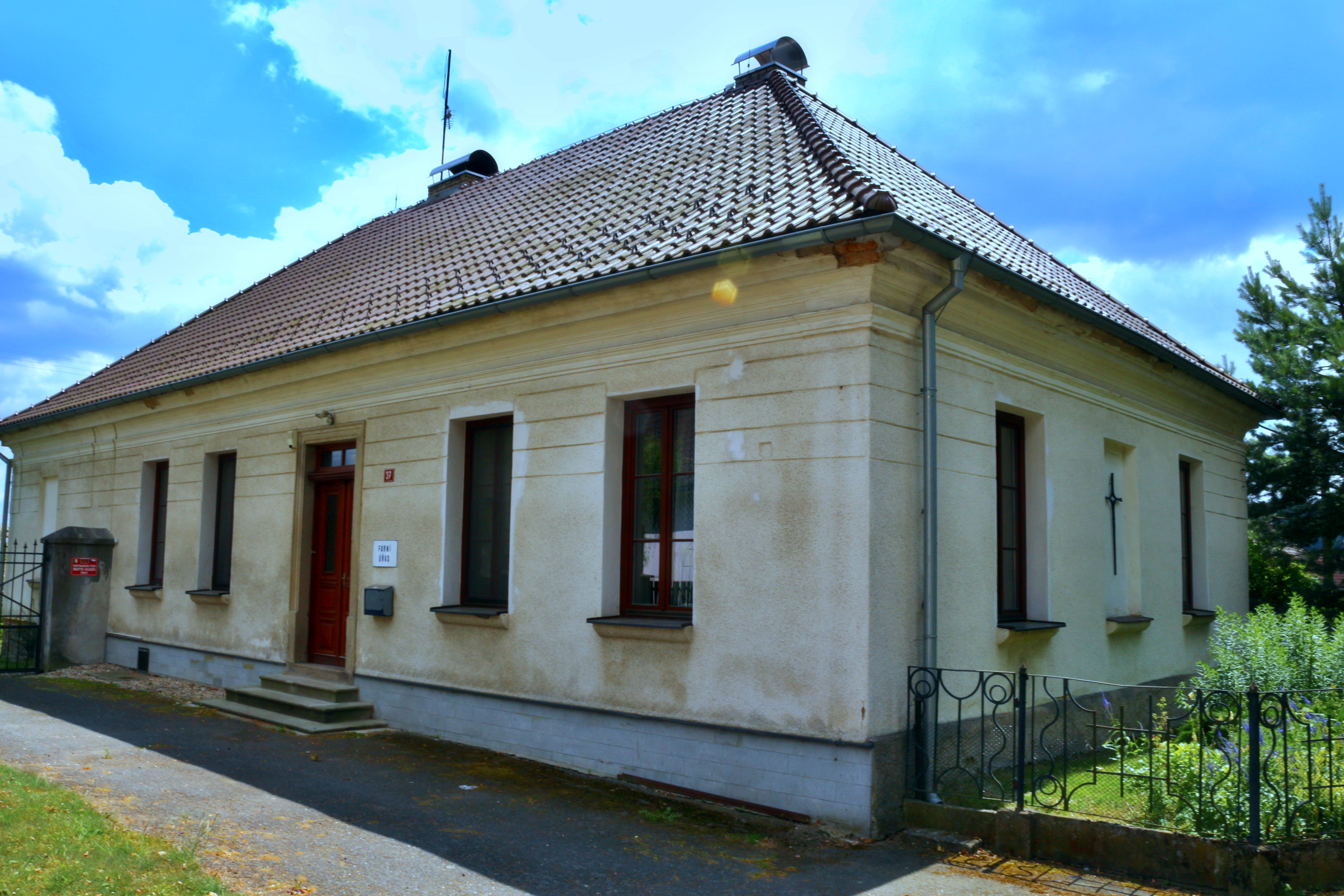
Parochiegebouw (2016)
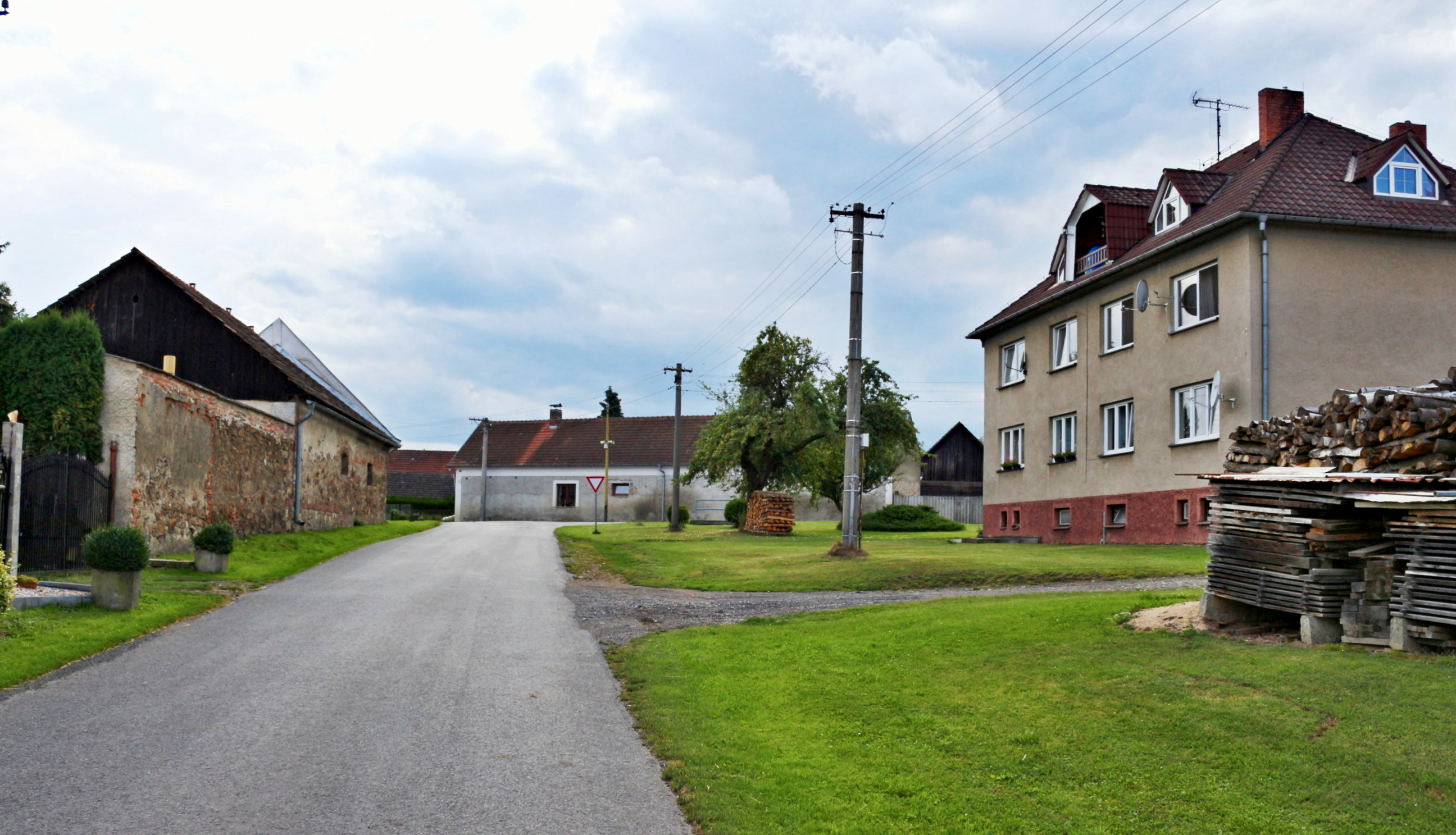
Straat in het dorp (2016)
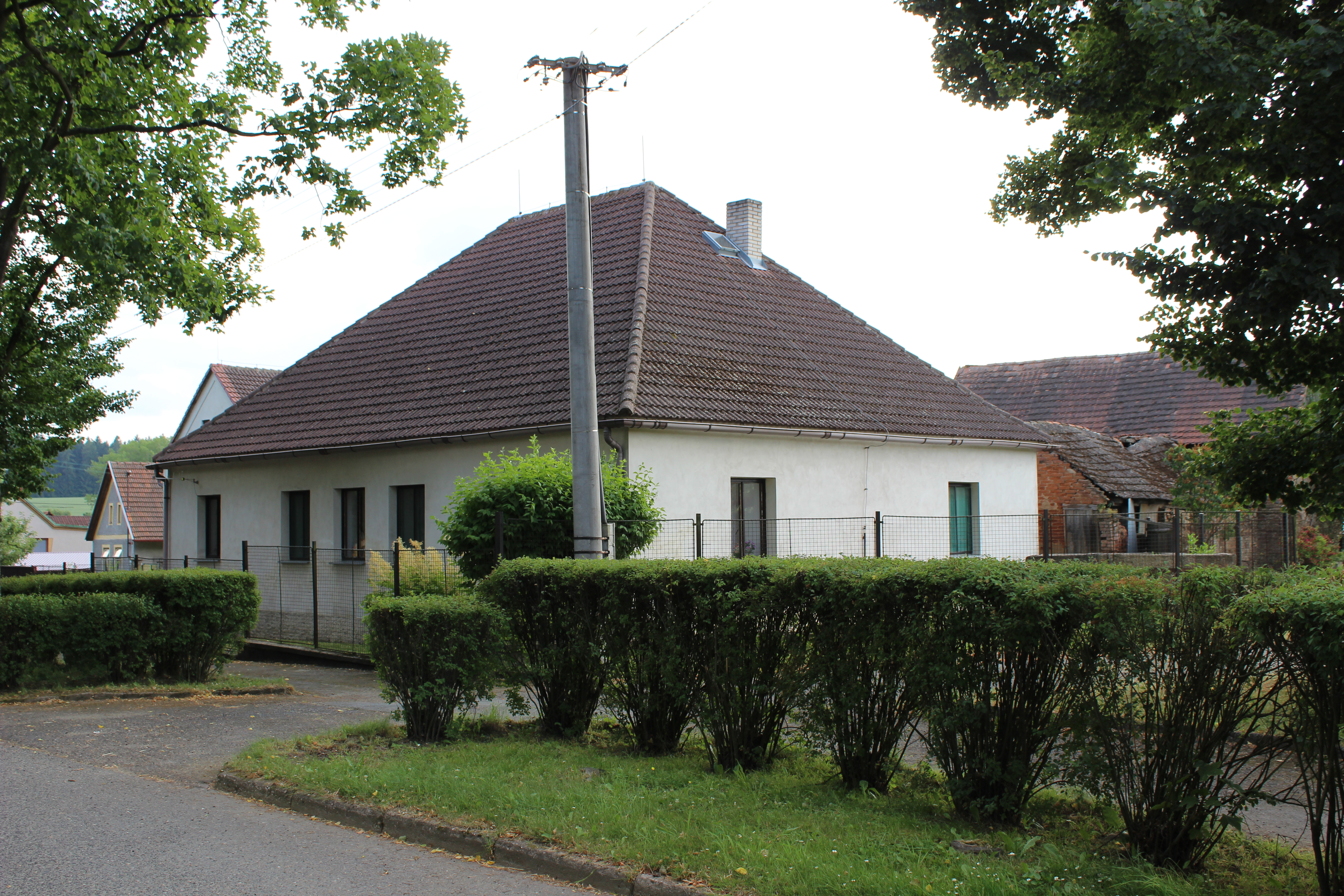
Huis in het dorp (2014)
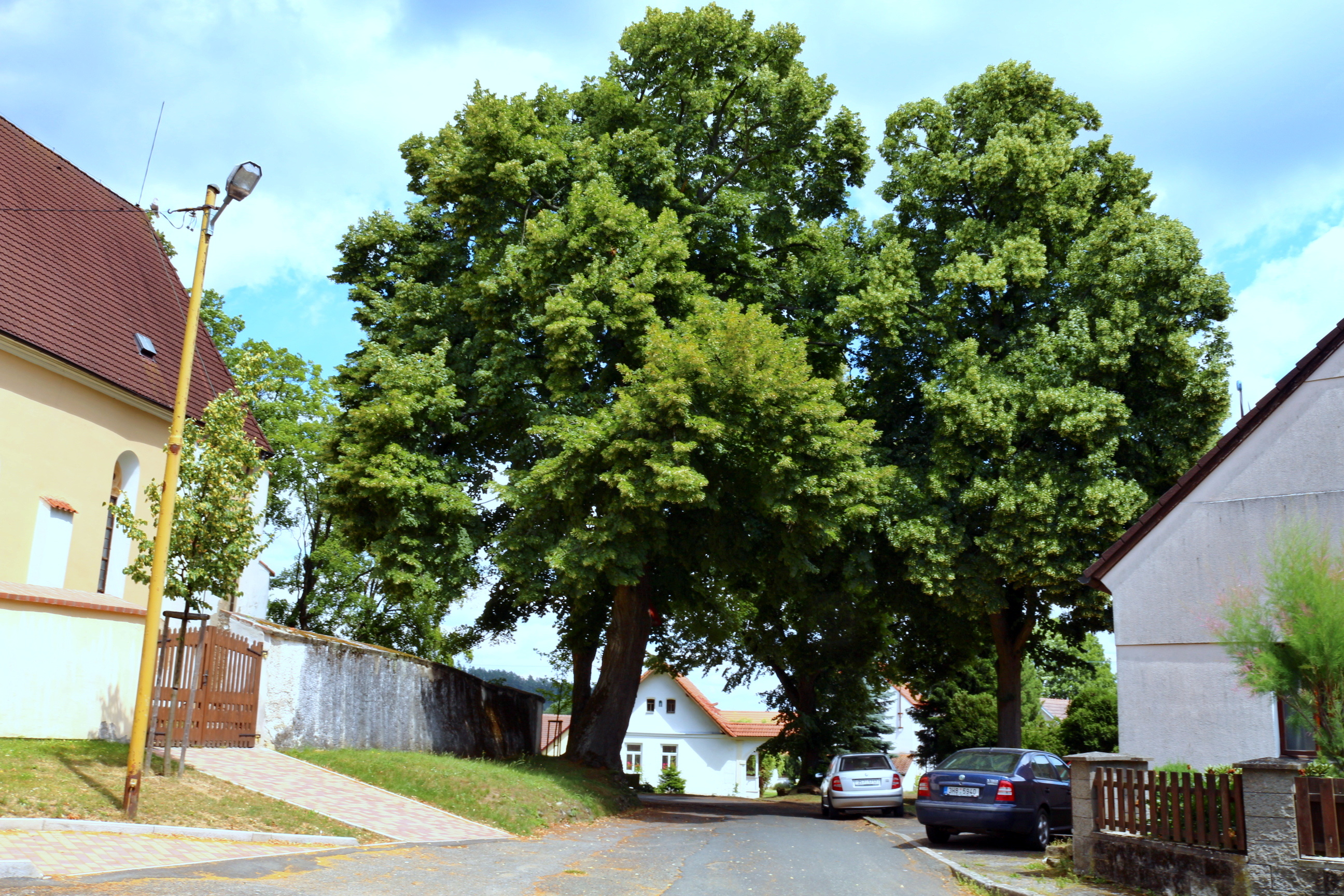
Kerkstraat (2016)
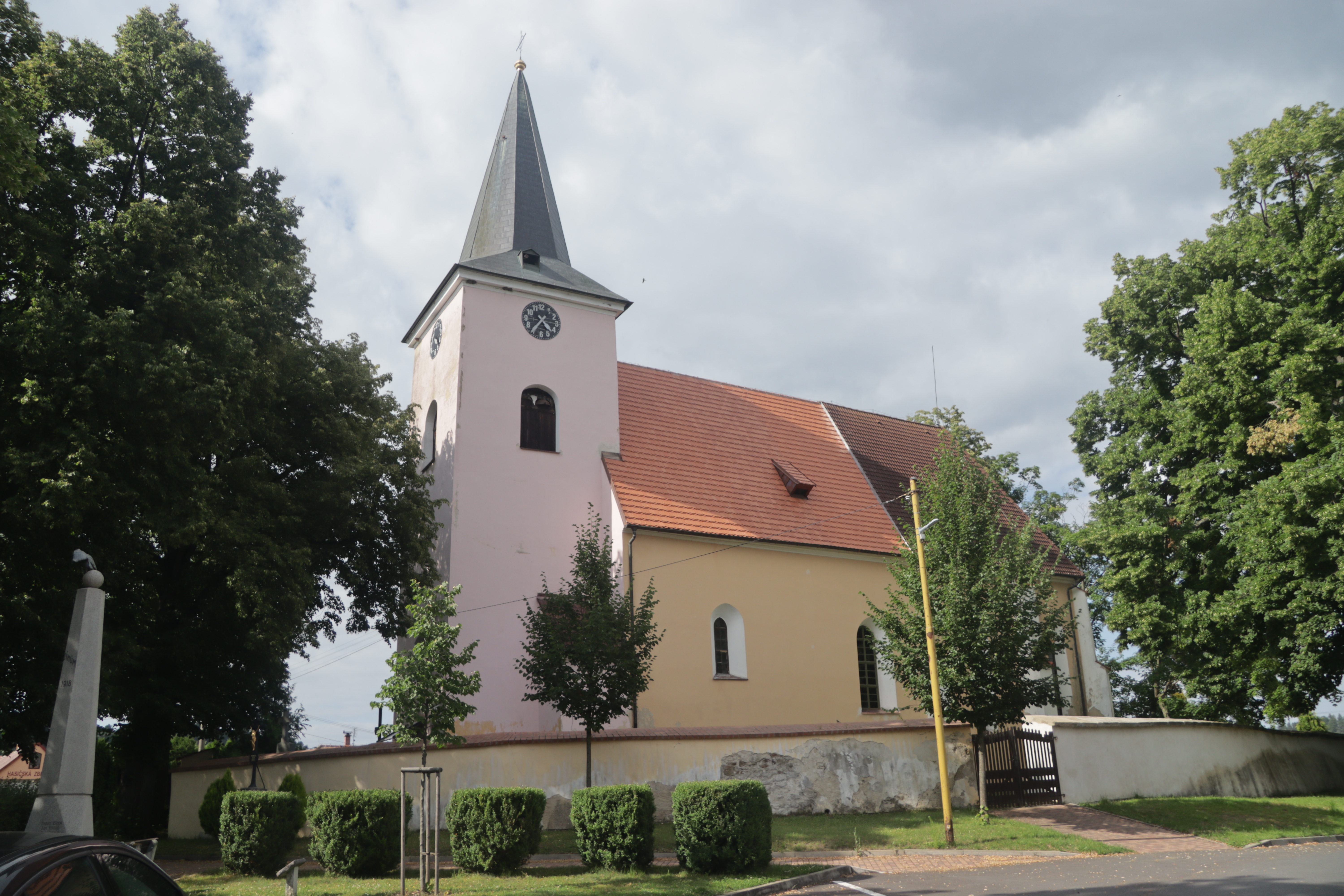
Maria-Hemelvaartkerk (exterieur - 2021)
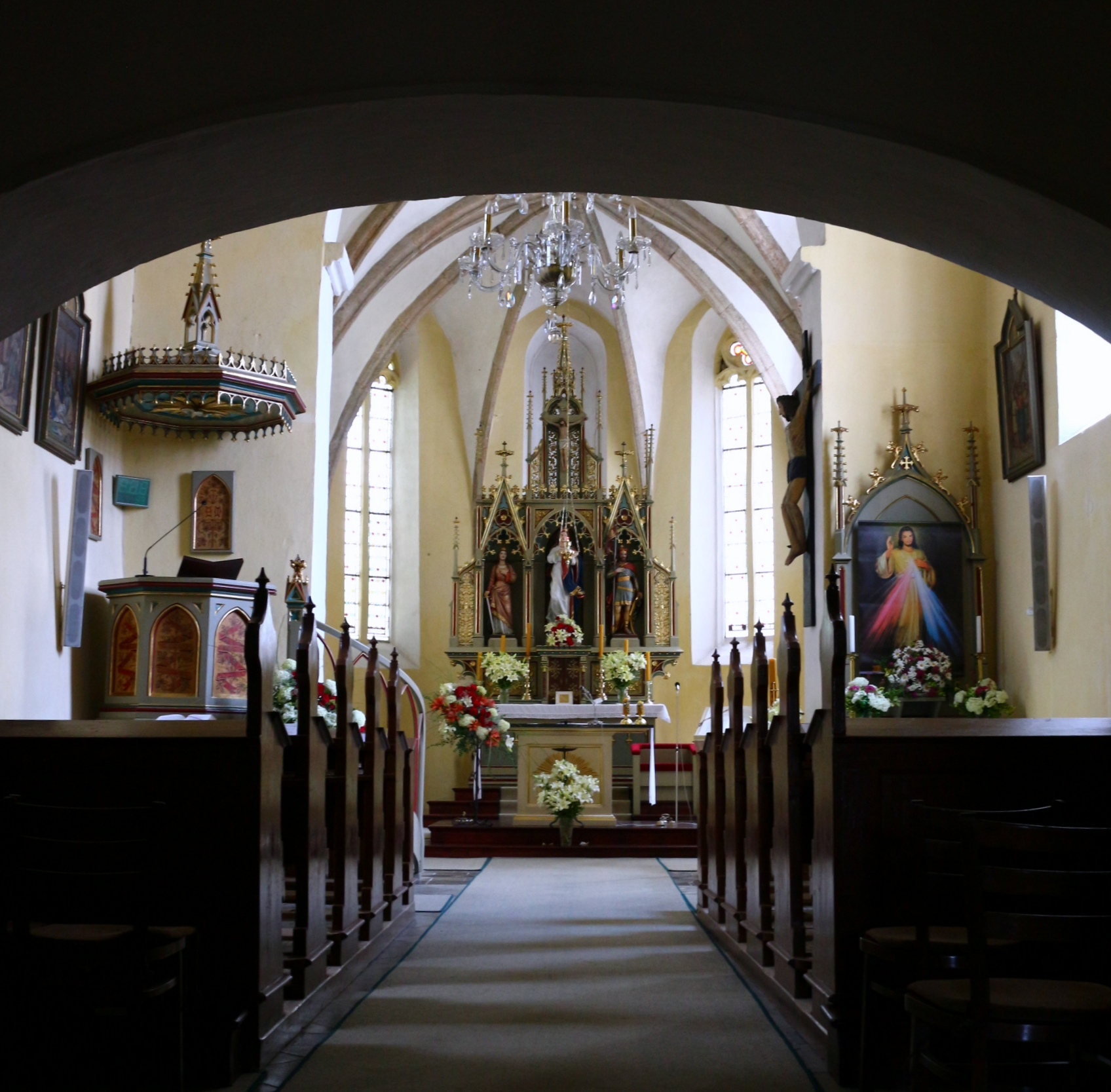
Maria-Hemelvaartkerk (interieur - 2016)
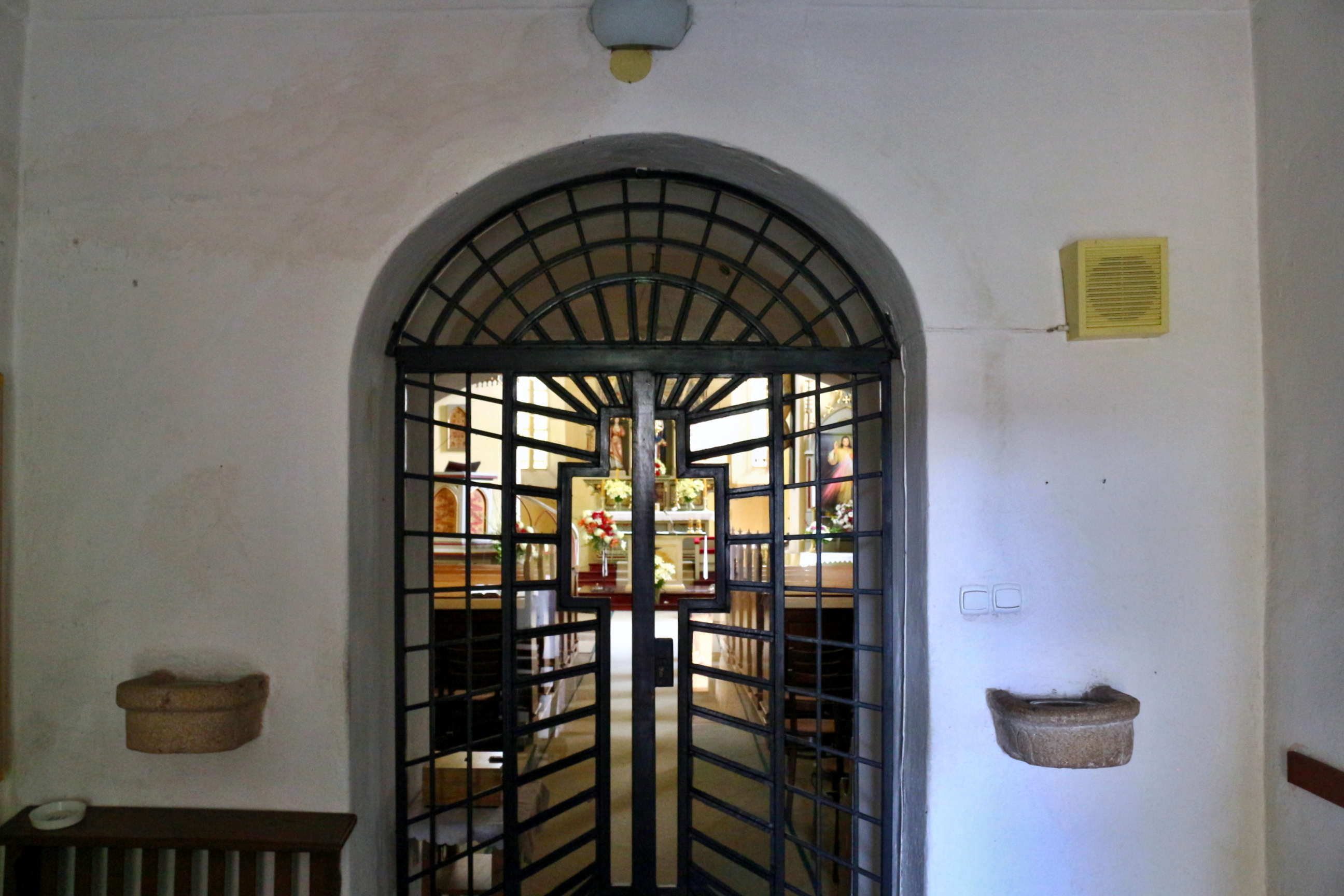
Maria-Hemelvaartkerk (interieur - 2016)
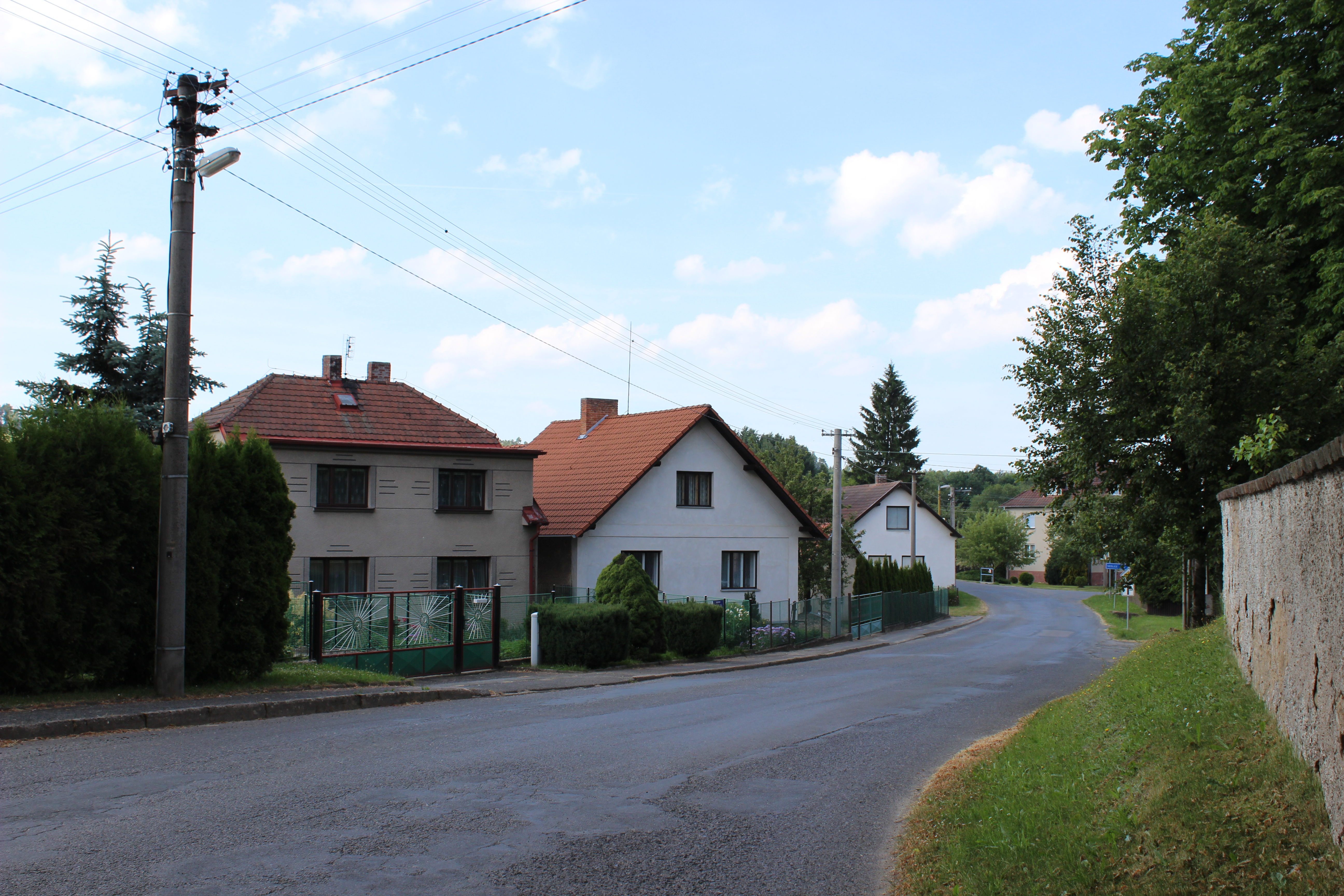
Huizen in het dorp (2014)